# 町田市立本町田小学校
町田市立本町田小学校（まちだしりつ ほんまちだしょうがっこう）は、東京都町田市本町田にあった公立小学校。

## 概要
学区内の団地住民の少子高齢化により、児童数が減少していた本町田西小学校・緑ヶ丘小学校・原小学校の3校を統廃合した統合新設校で2002年に開校。開校初年度は本校舎として使用する旧原小学校の校舎改修工事に伴い、向かいの旧緑ヶ丘小学校を仮校舎として1年間使用した（翌年度より旧原小学校の本校舎に移転）。

## 沿革
- 2002年（平成14年）
  - 4月1日 - 本校開校。但し、統合校舎はこの時点で完成しておらず、旧緑ヶ丘小学校校舎を「仮」校舎として使用。
  - 6月21日 - 開校記念式典挙行。
  - 6月24日 - この日を開校記念日と定める。
  - 12月17日 - 校歌・校章制定。
- 2003年（平成15年）
  - 3月20日 - 旧原小学校を改修した新校舎完成。
  - 3月31日 - 改修した新校舎への引越が完了し、旧校舎を引き渡した。
  - 5月8日 - 新校舎の完成を祝う会が行われた。
  - 6月24日 - 希望の池完成。
- 2005年（平成17年）9月1日 - 合同防災訓練実施。
- 2006年（平成18年）5月21日 - 開校5周年記念集会開催。
- 2011年（平成23年）6月18日  - 開校10周年記念式典挙行。
- 2012年（平成24年）4月1日 - 校庭芝生化。
- 2017年（平成29年）4月11日 - 新まちともスタート[2]。
- 2018年（平成30年）6月12日 - 放課後英語教室MAECスタート。
- 2022年（令和4年）2月7日 - 創立20周年記念式典挙行。
- 2025年（令和7年）
  - 2月14日 - 閉校式典挙行。
  - 3月24日 - 最後の卒業式挙行[3]。
  - 3月25日 - 最後の修了式と離校式挙行[3]。
  - 3月31日 - 閉校。

## 著名な卒業生
いずれも旧原小学校時代に卒業
- 北太樹明義 - 元大相撲力士
- 小林悠 - サッカー選手

## 児童数
- 2020年（令和2年）6月1日現在

| 学年 | 1年 | 2年 | 3年 | 4年 | 5年 | 6年 | みどり学級 (特別支援学級) | 合計 |
| ---- | --- | --- | --- | --- | --- | --- | ------------------------- | ---- |
| 学級 | 2   | 2   | 2   | 2   | 2   | 2   | 2                         | 14   |
| 児童 | 63  | 70  | 51  | 70  | 49  | 69  | 42                        | 414  |

## 通学区域
- 本町田の一部、旭町2丁目（9番～14番）、木曽東4丁目（8番～14番）[4]

## 学校の統合
町田市教育委員会では「町田市新たな学校づくり推進計画」に基づいて、2040年度までに市内の市立小学校・中学校を統合・建替えをする予定である。この影響を受け、本校も2028年度に町田市立本町田東小学校、町田市立町田第三小学校と統合する予定である。
まずは本町田小学校と本町田東小学校が、2025年3月31日をもって閉校し、同年4月1日より統合新設校「町田市立本町田ひなた小学校」を開校。2025年度から2027年度の間、旧本町田小学校既存校舎を仮設校舎として使用し、旧本町田東小学校敷地には統合新設校の新校舎が建設される。
その後、2028年度から町田第三小学校（2027年3月31日閉校予定）を統合し、本町田東小学校跡地の新校舎に全面移転して教育活動が行われる予定である。
本町田小学校跡地については、本町田ひなた小学校の仮校舎として使用終了後に解体し、跡地には山崎中学校と町田第三中学校の統合新設校の新校舎が建設される予定である。

## 交通
- 神奈川中央交通「町37」系統
  - 「原田向」バス停下車後、徒歩約100m・約1～2分。2002年2月に「原小学校前」から改称。

## 周辺
- 東京消防庁町田消防署本署 - 旧緑ヶ丘小学校跡地に2017年移転開署
- 緑ヶ丘グラウンド - 旧緑ヶ丘小学校跡地に2018年完成
- 木曽・山崎公園スポーツ広場
- 東京都道47号八王子町田線
- 町田木曽住宅